# Браћа Теофиловићи
Браћа близанци, Радиша и Ратко Теофиловић (Чачак, 24. март 1966), пјевачи су традиционалне музике из Србије.
Браћа Теофиловићи немају формално музичко образовање, а музичку каријеру почели су као чланови пјевачког хора „Стеван Мокрањац”, у Чачку, свом родном граду, под вођством познатог диригента Предрага Перуничића.

## Дискографија
- „Чувари сна”, 1998
- „Сабазорски ветрови”, 2009
- „Концерт у Београду, уживо”